# 矮雷氏鯰
矮雷氏鯰，為輻鰭魚綱鯰形目鼬鯰科的其中一種，為熱帶淡水魚，分布於南美洲委內瑞拉淡水流域，體長可達10.7公分，棲息在底層水域，生活習性不明。
种加名 humilis 意为“矮小的”。